# Lommerange
Lommerange è un comune francese di 296 abitanti situato nel dipartimento della Mosella nella regione del Grand Est.

## Storia

### Simboli
La stella di Sancy, che ricorda l'appartenenza di Lommerange a questa prevostura durante il Medio Evo, è stata sovrapposta allo stemma del Vescovado di Verdun (Principauté épiscopale de Verdun), uno dei Tre Vescovadi ceduti alla Francia nel 1552, che fu proprietario della località. Il pastorale simboleggia il potere spirituale del vescovo e la spada il suo potere temporale; i chiodi, piuttosto che alla Passione di Cristo, si riferirebbero a Urbs Clavorum ("città dei chiodi" in latino) che è il nome volgare della città di Verdun.

## Società

### Evoluzione demografica
Abitanti censiti